# Erik Lund (Rugbyspieler)
Erik Lund (* 3. Juli 1979 in Fredrikstad, Norwegen) ist ein nicht mehr aktiver norwegischer Rugby-Union-Spieler. Er spielte für die französische Top 14-Mannschaft Biarritz Olympique und die norwegische Nationalmannschaft auf der Position des Zweite-Reihe-Stürmers.
Der Sohn des norwegischen Basketball-Nationalspielers Morten Lund zog mit seiner Familie im Alter von sechs Monaten nach England. Dort wurde auch sein jüngerer Bruder Magnus geboren. 
Während seines Studiums in Newcastle upon Tyne spielte Erik Lund für die Jesmond Jaguars. Nach Abschluss des Studiums spielte er für mehrere englische Rugby-Vereine, wobei ihm beim Rotherham R.U.F.C. der Durchbruch gelang. 
In den Jahren 2007 bis 2010 spielte Erik Lund für Leeds Carnegie, wo er auch die Rolle des Kapitäns übernahm. Im Jahre 2010 schließlich wechselte er zum französischen Club Biarritz Olympique, wo bereits sein Bruder Magnus spielte.
Am 18. Mai 2012 gewann Erik Lund mit seiner Mannschaft den European Challenge Cup. Im Jahr 2016 beendete Erik Lund seine aktive Karriere.